# 쿠로오비
쿠로오비(Kuroobi, クロオビ)는 일본 만화 및 애니메이션 원피스의 등장하는 등장인물이다.

## 소개
쿠로오비 (가오리 어인)(KBS판 블래키)
성우 : 에가와 히사오
성우 : 김일 / 방성준 / 이재범(애니박스)
아론 일당 간부로 어인무술 40단인 가오리어인. 물속에서는 상디를 압도하는 파워를 선보였으며, 나미하고 아무도 지켜내지 못한다며 무시하고 상디를 질식시키려고 하지만, 상디가 기지를 발휘해 탈출하여 육지에서는 도리어 상디에게 압도당하고 패배한다. 아론과 같이 해군에게 체포되어 그 뒤로도 등장이 없었지만, 같은 간부이자 탈옥한 하찌와는 달리 탈옥도 못하고 몽키 D. 루피가 임펠 다운 습격 당시에도 등장이 없었다. 현상금은 900만 베리.